# بيجى كومينز
بيجى كومينز (بالإنجليزية: Peggy Cummins)‏ هي ممثلة أيرلندية وبريطانية (وحملت سابقاً جنسية المملكة المتحدة لبريطانيا العظمى وأيرلندا)، ولدت في 18 ديسمبر 1925 في المملكة المتحدة، وتوفيت في 29 ديسمبر 2017 بلندن في المملكة المتحدة.

## وصلات خارجية
- بيجى كومينز على موقع IMDb (الإنجليزية)
- بيجى كومينز على موقع روتن توميتوز (الإنجليزية)
- بيجى كومينز على موقع ألو سيني (الفرنسية)
- بيجى كومينز على موقع أول موفي (الإنجليزية)
- بيجى كومينز على موقع قاعدة بيانات الأفلام السويدية (السويدية)
- بيجى كومينز على موقع إن إن دي بي (الإنجليزية)
- بيجى كومينز على موقع ديسكوغز (الإنجليزية)
- بيجى كومينز على موقع قاعدة بيانات الفيلم (الإنجليزية)
- بيجى كومينز على موقع كينوبويسك (الروسية)